# Sedimentologia
Sedimentologia é a disciplina que estuda as partículas de sedimentos derivados da erosão de rochas ou de materiais biológicos que podem ser transportados por um fluido, levando em conta os processo hidroclimatológicos, com ênfase à relação água-sedimento, ou outros aspéctos geológicos.
A sedimentologia envolve o estudo de sedimentos modernos, como areia, silte e argila, assim como os processos que levam à sua formação (erosão e intemperismo), transporte, deposição e diagênese. Os sedimentologistas utilizam seu conhecimento sobre os processos modernos para interpretar a história geológica através da observação de rochas sedimentares e suas estruturas.
As rochas sedimentares cobrem até 75% da superfície da Terra, registram uma grande parte da história da Terra e contêm o registro fóssil. A sedimentologia está estreitamente relacionada à estratigrafia, que analisa as relações físicas e temporais entre diferentes camadas ou estratos rochosos.
A premissa de que os processos que influenciam a Terra atualmente são os mesmos que ocorreram no passado fundamenta a determinação de como as características sedimentares no registro rochoso se formaram. Ao comparar características sedimentares atuais com aquelas no registro rochoso — como a análise de dunas de areia modernas em relação a dunas preservadas em arenitos eólicos antigos — os geólogos conseguem reconstruir ambientes passados.

## Rochas sedimentares

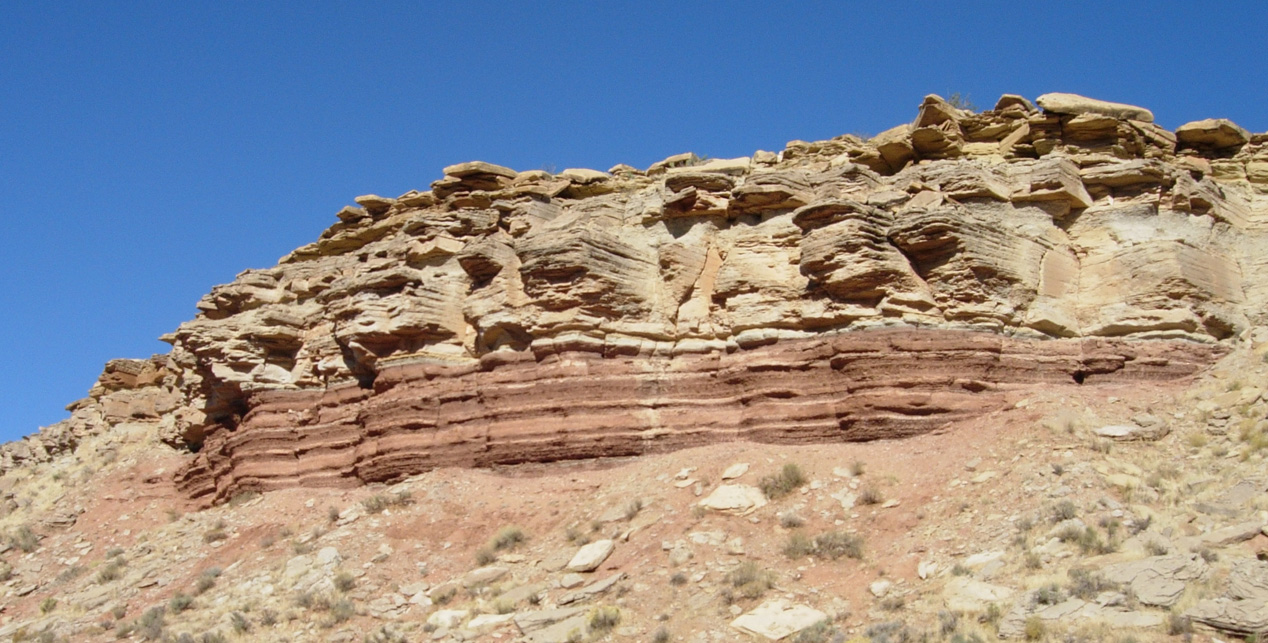
Sequência marinha marginal de siltitos e arenitos do Triássico Médio, sudoeste de Utah.

Existem quatro tipos principais de rochas sedimentares: clásticas, carbonáticas, evaporíticas e químicas.
- Rochas clásticas são formadas por partículas resultantes do intemperismo e erosão de rochas precursoras, consistindo principalmente em material fragmentário. Elas são classificadas de acordo com o tamanho do grão predominante e sua composição. Antigamente, o termo "rochas sedimentares clásticas" referia-se especificamente a rochas ricas em sílica, mas também foram identificadas rochas carbonáticas clásticas. O termo mais adequado para englobar essas rochas é "rochas sedimentares siliciclásticas".
  - As rochas sedimentares orgânicas são importantes depósitos formados pela acumulação de detritos biológicos e dão origem a depósitos de carvão e xisto betuminoso, frequentemente encontrados em bacias de rochas sedimentares clásticas.
- Rochas carbonáticas são compostas por diversos minerais carbonáticos, comumente carbonato de cálcio (CaCO₃), que se precipitam através de uma variedade de processos, tanto orgânicos quanto inorgânicos.
- Os evaporitos são formados pela evaporação da água na superfície da Terra e geralmente incluem halita ou gesso.[5]
- Rochas sedimentares químicas, que podem incluir alguns carbonatos, são depositadas pela precipitação de minerais a partir de soluções aquosas. Exemplos dessas rochas incluem jaspilita e sílex.

### Importância das rochas sedimentares

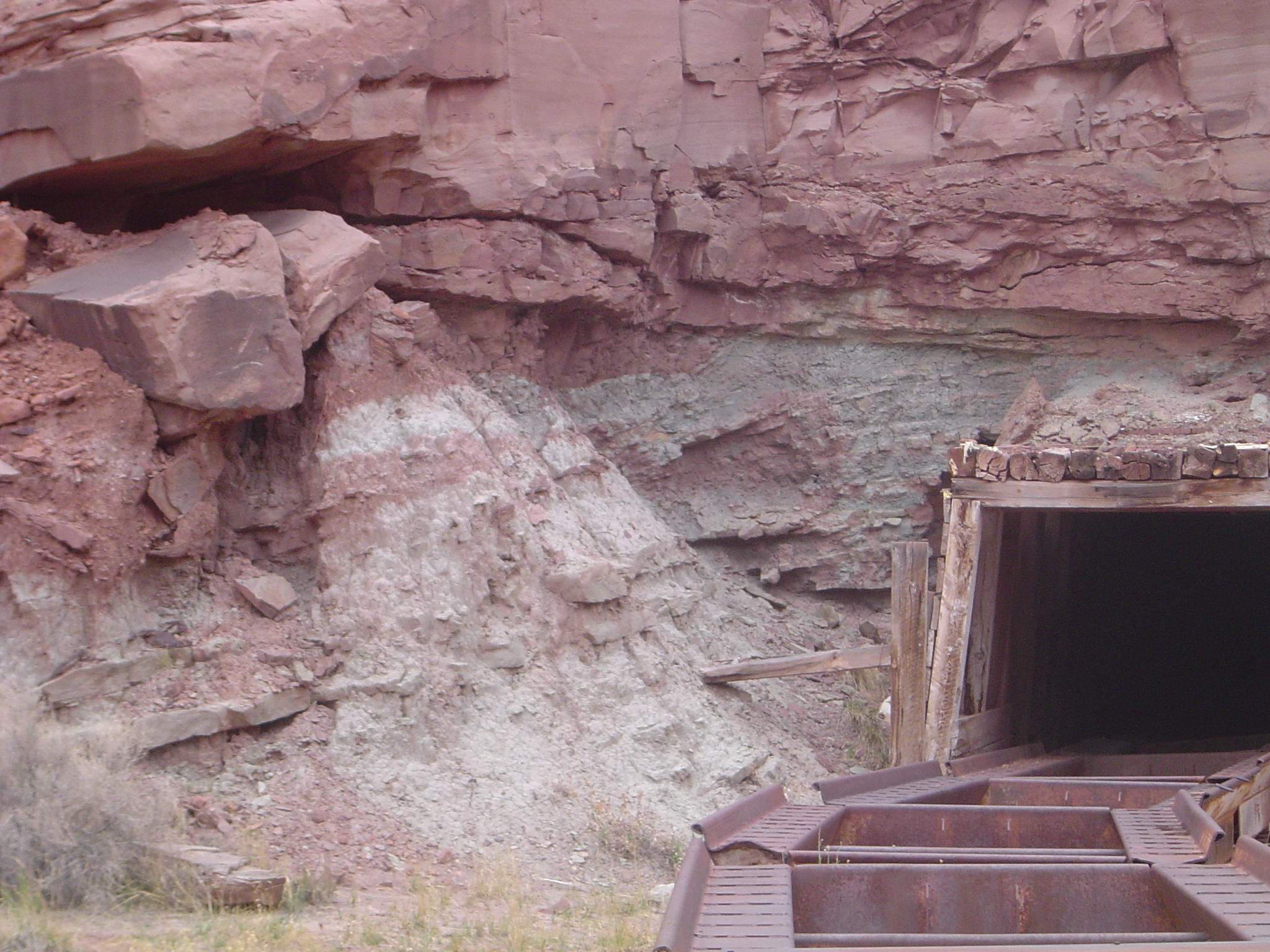
Mina de urânio Mi Vida em argilas redox perto de Moab, Utah

As rochas sedimentares fornecem uma infinidade de produtos que a sociedade moderna e antiga passou a utilizar.
- Arte: o mármore, embora seja um calcário metamorfoseado, é um exemplo do uso de rochas sedimentares na busca da estética e da arte.
- Usos arquitetônicos: pedras derivadas de rochas sedimentares são usadas para rochas ornamentais e na arquitetura, notadamente ardósia (xisto metamorfoseado) para telhados, arenito para contrafortes de suporte de carga
- Cerâmica e materiais industriais: argila para cerâmica e cerâmica, incluindo tijolos; cimento e cal derivados de calcário.

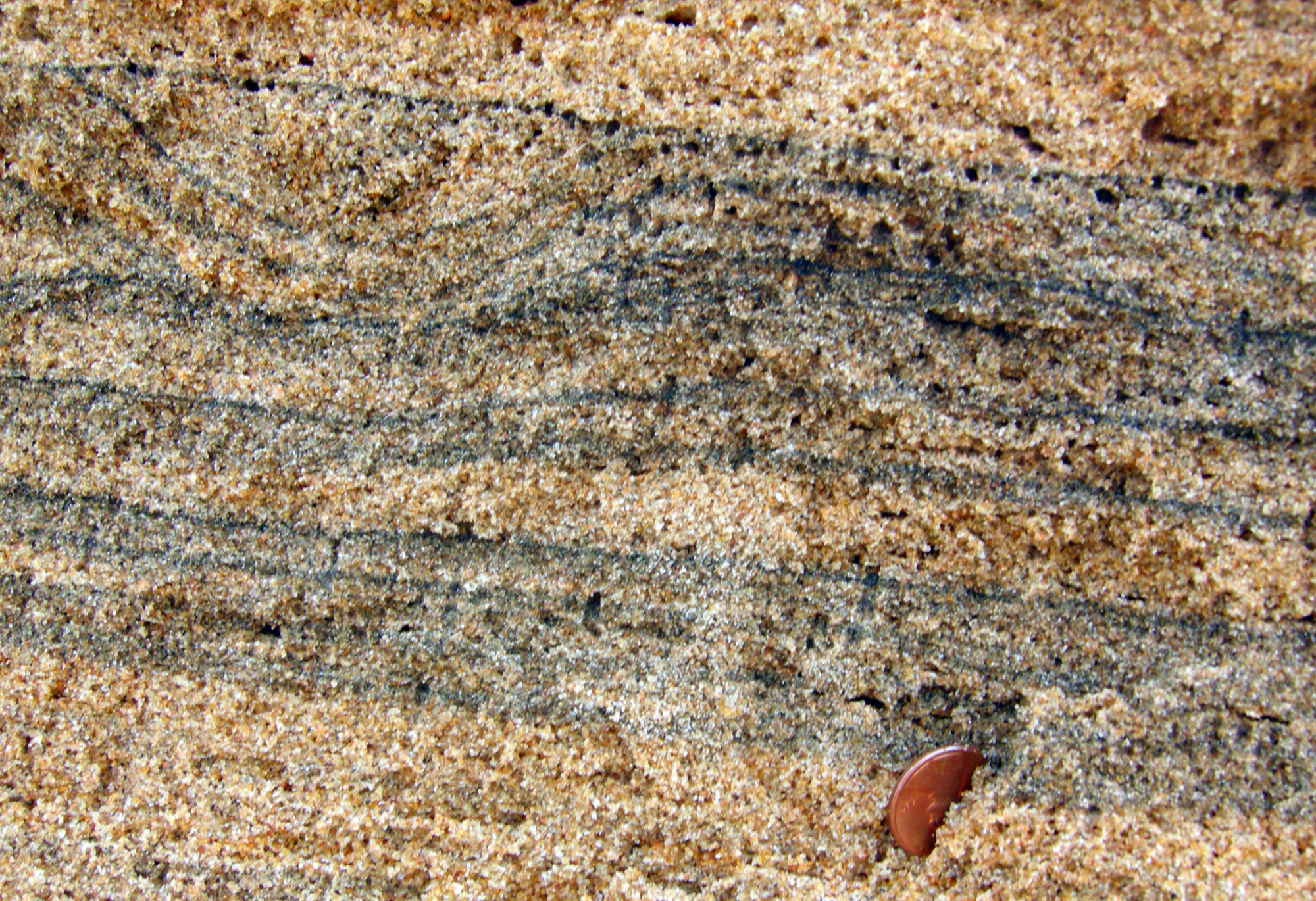
Minerais pesados (escuros) depositados na areia de uma praia de quartzo (Chennai, Índia).

- Geologia econômica: rochas sedimentares hospedam grandes depósitos de minério SEDEX, depósitos de chumbo zinco prata, grandes depósitos de cobre, depósitos de ouro, tungstênio, urânio e muitos outros minerais preciosos, pedras preciosas e minerais industriais, incluindo depósitos de minério de areias pesadas
- Energia: a geologia do petróleo depende da capacidade das rochas sedimentares de gerar depósitos de óleos de petróleo. Carvão e xisto betuminoso são encontrados em rochas sedimentares. Uma grande proporção dos recursos energéticos de urânio do mundo estão hospedados em sucessões sedimentares.
- Águas subterrâneas: rochas sedimentares contêm uma grande proporção dos aquíferos subterrâneos da Terra. Nossa compreensão da extensão desses aquíferos e da quantidade de água que pode ser retirada deles depende fundamentalmente do nosso conhecimento das rochas que os contêm (o reservatório).

## Metodologia

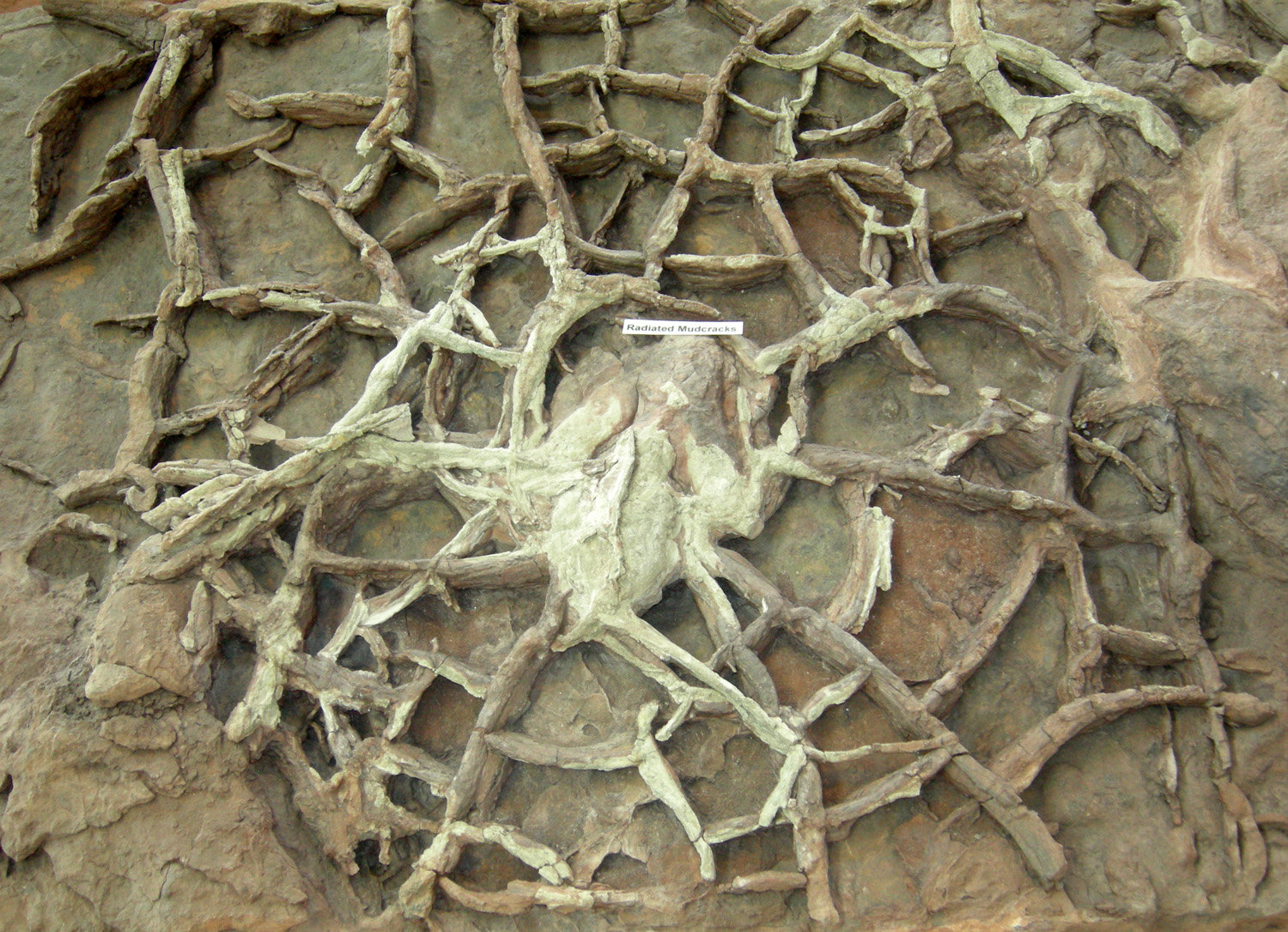
Rachaduras de dessecação centrípetas (com uma pegada de dinossauro no centro) na Formação Moenave do Jurássico Inferior no Sítio de Descoberta de Dinossauros de St. George, na Fazenda Johnson, sudoeste de Utah.

Os métodos utilizados por sedimentologistas para coletar dados e evidências sobre as características e condições deposicionais das rochas sedimentares incluem:
- Medir e descrever o afloramento e a distribuição da unidade rochosa;
  - Documentar a formação rochosa, o que envolve um processo formal de registro da espessura, litologia, afloramento, distribuição e relações de contato com outras formações;
  - Mapear a distribuição das unidades rochosas;

- Descrever núcleos de rocha que foram perfurados e extraídos de poços durante a exploração de hidrocarbonetos;
- Realizar estratigrafia de sequência, que analisa a progressão das unidades rochosas dentro de uma bacia;
- Descrever a litologia das rochas;
  - Estudar a petrologia e petrografia, com foco na medição da textura, tamanho do grão, forma do grão (como esfericidade e arredondamento), classificação e composição do sedimento;
- Analisar a geoquímica das rochas;
  - Utilizar geoquímica isotópica, incluindo datação radiométrica, para determinar a idade das rochas e sua relação com as regiões de origem.

## Desenvolvimentos recentes
A compreensão de longa data de como alguns lamitos se formam foi desafiada por geólogos da Universidade de Indiana (Bloomington) e do Instituto de Tecnologia de Massachusetts. A pesquisa, que aparece na edição de 14 de dezembro de 2007 da Science, contraria a visão predominante dos geólogos de que a lama só se deposita quando a água está em movimento lento ou parada, mostrando, em vez disso, que "as lamas se acumulam mesmo quando as correntes se movem rapidamente". A pesquisa mostra que alguns siltitos podem ter se formado em águas de movimento rápido: "Os siltitos podem ser depositados sob condições mais energéticas do que amplamente assumido, exigindo uma reavaliação de muitos registros geológicos".
Macquaker e Bohacs, ao rever a pesquisa de Schieber et al., afirmam que "esses resultados exigem uma reavaliação crítica de todos os siltitos anteriormente interpretados como tendo sido continuamente depositados sob águas paradas. Essas rochas são amplamente utilizadas para inferir climas passados, condições oceânicas e variações orbitais."
Uma pesquisa recente considerável sobre lamitos foi motivada pelo esforço recente para produzir comercialmente hidrocarbonetos a partir deles como reservatórios não convencionais, tanto no gás de xisto quanto no petróleo compacto (ou óleo compacto leve).
Uma pesquisa recente de uma sedimentologista australiana, Dutkiewicz, descreveu como a geocirculação está relacionada às temperaturas globais e às mudanças climáticas. A pesquisa descreveu a circulação de carbono e água, e os impactos do calor na capacidade atual e futura de captura de carbono pelo oceano.

## Importância no mundo
Um dos principais motivos de sua importância, é devido ao fato dos sedimentos serem prejudiciais a projetos e operações de obras hidráulicas, bem como conservação das terras e recursos hídricos.
Um dos pioneiros no estudo da sedimentologia foi o engenheiro hidráulico Hans Albert Einstein, filho do famoso físico Albert Einstein. Sua tese foi sobre o estudo dos fenômenos de transporte de materiais sólidos (sedimentos) nos rios que resultou num modelo matemático conhecido como Método de Einstein para cálculo de transporte sólido nos rios, muito utilizado em Hidrologia e em Sedimentologia , posteriormente modificado por outros hidráulicos e hidrólogos, entre os quais o russso Kalinsky e o português Veiga da Cunha do LNEC, em Lisboa.
Sobre o relacionamento com o pai, Albert Einstein, ele declarou ao New York Times em 1973: "Provavelmente o único projeto do qual ele desistiu fui eu. Ele tentou me dar conselhos, mas logo descobriu que eu era cabeça-dura demais e que ele estava apenas perdendo tempo."  Um dos conselhos do pai foi para que ele desistisse de estudar os fenômenos de transporte sólido nos rios e se dedicasse a física quântica, "pois este era assunto menos complicado do que a sedimentologia dos rios".
Alguns hidráulicos brasileiros trabalharam com modelos físicos de sedimentologia em Laboratórios de Hidráulica Fluvial, entre os quais Díocles Rondon, Jorge Rios e Alfredo Ribeiro da Costa.

## Importância no Brasil
No Brasil o seu estudo tem grande importância por causa de interferências  antrópicas, como por exemplo,  mau uso do solo, causando diversos problemas pela erosão, transporte de sedimentos nos rios, depósitos em locais indesejáveis e assoreamento.
A deposição de sedimentos em reservatórios é um grande problema no país, pois a maioria da energia consumida vem de usinas hidroelétricas. No caso da Usina hidrelétrica de Tucuruí, por exemplo, foi calculado em 400 anos o tempo necessário para o assoreamento total do reservatório da barragem.